# Лапажерия
Лапажерия (лат. Lapageria, исп. Copihue), или Чилийский колокольчик — монотипный род однодольных растений из семейства Филезиевые (Philesiaceae) с красивыми крупными цветками; эндемик Чили.
Лапажерия — национальный цветок Республики Чили.

## История
Растение впервые было собрано в окрестностях чилийского города Консепсьон, описано в 1802 году. Своё научное название лапажерия получила в честь жены Наполеона Бонапарта — французской императрицы Жозефины, урождённой Мари Роз Жозефы Таше де ла Пажери (фр. Marie Rose Joseph Tascher de La Pagerie, 1763—1814), увлекавшейся ботаникой и садоводством.
В Европу лапажерия впервые была привезена в 1854 году английским садоводом Лоббом (по другим данным — в самом начале XIX века, вскоре после своего открытия).
С 1866 года растение выращивали в оранжереях Петербургского ботанического сада.

## Описание

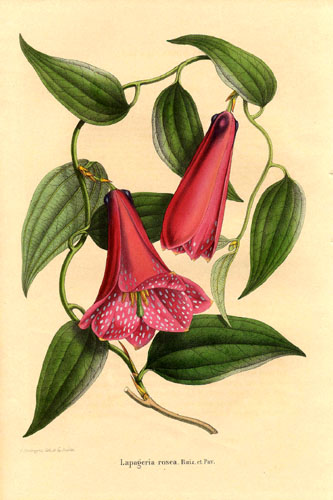
Лапажерия розовая
Ботаническая иллюстрация из книги Annales de la Société royale d’Agriculture et de Botanique de Gand, Journal d’horticulture by Charles Morren, 1849

Единственный вид — Лапажерия розовая (Lapageria rosea): многолетняя лиана из центральных районов Чили. Встречается в густых лесах на западных склонах Анд между 35 и 40° южной широты. В естественных условиях лапажерия растёт в условиях очень частых дождей, выносит понижение температуры до минус пяти градусов.
- Lapageria  Decne. (1852)
- Lapageria hookeri Bridges ex Hook. (1834)

Листья цельные, овальные, с заострёнными кончиками, кожистые, блестящие, с немногочисленными продольными жилками, длиной от 7 до 15 см.
Стебли вырастают в длину до 10 м (обычно — 2—3 м), похожи на проволоку, имеют сизовато-зелёную окраску, сильно ветвятся, оплетают деревья и кустарники. При полегании на стеблях образуются корни.
Цветки пазушные одиночные, длиной 8—10 см. Околоцветник шестичленный, со свободными сегментами (лепестками), располагающимися в два круга; консистенция сегментов очень плотная, поэтому кажется, будто они сделаны из воска. Окраска сегментов — от ярко-малиновой до розовой (есть также разновидность с белыми цветками), также они покрыты тонкой светлой «сеточкой». Опыляют цветки лапажерии колибри, которые собирают нектар, выделяемый ямчатыми нектарниками в основании сегментов околоцветника. Пыльцевые зёрна безапертурные (без пор), покрыты крупными шипами.
Плоды — сочные ароматные ягоды зеленоватого цвета; съедобны, приятны на вкус, особенно в недозрелом виде (при полном созревании становятся достаточно жёсткими); в Южной Америке их продают под названием «чилийские огурцы».
Семена разносятся птицами.

## Лапажерия в культуре
Растение выращивается как декоративное ради крупных колокольчатых цветков.
Для растения требуется хорошо дренированная кислая почва, богатая лиственным перегноем и минеральными веществами, с добавлением глины. Влажность должна быть повышенная. Поскольку растение происходит из густых лесов, ему требуется затенение (но не полное).
Климат должен быть без резких перепадов температуры. В условиях умеренного климата растение выращивают в оранжереях. Лапажерия подходит для выращивания в крупных горшках (контейнерах).
Размножают лапажерию обычно семенами: их замачивают на несколько дней, затем сажают в плошку с кислой почвой и ставят на один-два месяца, после чего переносят в помещение с температурой около двадцати градусов. Семена прорастают в течение одного-полутора месяцев, но первые два года растения растут очень медленно. Первые цветки появляются на третий-четвёртый год.
Возможно также размножение черенками.
Один из наиболее известных сортов — 'Superba' с розово-красными цветками интенсивной окраски.
|  |  |  |  |

Известен межродовый гибрид филезии и лапажерии, ×Philageria veitchii Mast. — Филажерия Вича, — полученный в Англии в 1872 году в садоводстве Вича. Это вечнозелёный кустарник с вьющимися ветвями и розовыми цветами.

## Классификация
Таксономическая схема (согласно системе APG II):
|  |                                      |                      |                      |                      |                      |                      |                      |                      | |                      |                      |  | |  |  |  |
|  | отдел Цветковые, или Покрытосеменные |                      |                      |                      |                      |                      |                      |                      | |                      |                      |  | |  |  |  |
|  |                                      |                      |                      |                      |                      |                      |                      |                      | |                      |                      |  | |  |  |  |
|  | порядок Лилиецветные                 | порядок Лилиецветные | порядок Лилиецветные | порядок Лилиецветные | порядок Лилиецветные | порядок Лилиецветные | порядок Лилиецветные | порядок Лилиецветные | порядок Лилиецветные                                                                                     | порядок Лилиецветные | порядок Лилиецветные |  | ещё 44 порядка цветковых растений, из которых к лилиецветным наиболее близки Аироцветные, Диоскореецветные, Панданоцветные, Спаржецветные и Частухоцветные |  |  |  |
|  |                                      |                      |                      |                      |                      |                      |                      |                      | |                      |                      |  | ещё 44 порядка цветковых растений, из которых к лилиецветным наиболее близки Аироцветные, Диоскореецветные, Панданоцветные, Спаржецветные и Частухоцветные |  |  |  |
|  | семейство Филезиевые                 | семейство Филезиевые | семейство Филезиевые | семейство Филезиевые | семейство Филезиевые | семейство Филезиевые | семейство Филезиевые |                      | ещё девять семейств, в том числе Альстрёмериевые, Безвременниковые, Кампинемовые, Лилейные, Лузуриаговые |                      |                      |  | ещё 44 порядка цветковых растений, из которых к лилиецветным наиболее близки Аироцветные, Диоскореецветные, Панданоцветные, Спаржецветные и Частухоцветные |  |  |  |
|  |                                      |                      |                      |                      |                      |                      |                      |                      | ещё девять семейств, в том числе Альстрёмериевые, Безвременниковые, Кампинемовые, Лилейные, Лузуриаговые |                      |                      |  | ещё 44 порядка цветковых растений, из которых к лилиецветным наиболее близки Аироцветные, Диоскореецветные, Панданоцветные, Спаржецветные и Частухоцветные |  |  |  |
|  | род Лапажерия                        | род Лапажерия        | род Лапажерия        |                      | род Филезия          |                      |                      |                      | ещё девять семейств, в том числе Альстрёмериевые, Безвременниковые, Кампинемовые, Лилейные, Лузуриаговые |                      |                      |  | ещё 44 порядка цветковых растений, из которых к лилиецветным наиболее близки Аироцветные, Диоскореецветные, Панданоцветные, Спаржецветные и Частухоцветные |  |  |  |
|  |                                      |                      |                      |                      | род Филезия          |                      |                      |                      | ещё девять семейств, в том числе Альстрёмериевые, Безвременниковые, Кампинемовые, Лилейные, Лузуриаговые |                      |                      |  | ещё 44 порядка цветковых растений, из которых к лилиецветным наиболее близки Аироцветные, Диоскореецветные, Панданоцветные, Спаржецветные и Частухоцветные |  |  |  |
|  | единственный вид Лапажерия розовая   |                      |                      |                      | род Филезия          |                      |                      |                      | ещё девять семейств, в том числе Альстрёмериевые, Безвременниковые, Кампинемовые, Лилейные, Лузуриаговые |                      |                      |  | ещё 44 порядка цветковых растений, из которых к лилиецветным наиболее близки Аироцветные, Диоскореецветные, Панданоцветные, Спаржецветные и Частухоцветные |  |  |  |
|  |                                      |                      |                      |                      | род Филезия          |                      |                      |                      | ещё девять семейств, в том числе Альстрёмериевые, Безвременниковые, Кампинемовые, Лилейные, Лузуриаговые |                      |                      |  | ещё 44 порядка цветковых растений, из которых к лилиецветным наиболее близки Аироцветные, Диоскореецветные, Панданоцветные, Спаржецветные и Частухоцветные |  |  |  |
|  |                                      |                      |                      |                      |                      |                      |                      |                      | ещё девять семейств, в том числе Альстрёмериевые, Безвременниковые, Кампинемовые, Лилейные, Лузуриаговые |                      |                      |  | ещё 44 порядка цветковых растений, из которых к лилиецветным наиболее близки Аироцветные, Диоскореецветные, Панданоцветные, Спаржецветные и Частухоцветные |  |  |  |
|  |                                      |                      |                      |                      |                      |                      |                      |                      | |                      |                      |  | ещё 44 порядка цветковых растений, из которых к лилиецветным наиболее близки Аироцветные, Диоскореецветные, Панданоцветные, Спаржецветные и Частухоцветные |  |  |  |
|  |                                      |                      |                      |                      |                      |                      |                      |                      | |                      |                      |  | |  |  |  |
|  |                                      |                      |                      |                      |                      |                      |                      |                      | |                      |                      |  | |  |  |  |